# نيو يورك ريد بولز 2
نيو يورك ريد بولز 2 (بالإنجليزية: New York Red Bulls II)‏ هو نادي كرة قدم أمريكي تأسس في عام 2015 في نيويورك الأمريكية ويلعب هذا الفريق في بطولة الدوري الأمريكي.

## التاريخ
تأسس نيو يورك ريد بولز 2 في 21 يناير 2015 ، عندما حصل نيويورك ريد بولز على حقوق إنشاء نادي في بطولة الدوري الأمريكي. يتنافس ريد بولز الثاني في المستوى الثاني من كرة القدم الأمريكية ويعمل كجانب احتياطي للفريق الأول بالإضافة إلى مرحلة تطوير للاعبين الشباب والآفاق. يتبع النادي على خطى العديد من أندية الدوري الأمريكي لكرة القدم التي أنشأت جوانب بطولة الدوري الأمريكي للمساعدة في تعزيز تنمية الشباب في جميع أنحاء البلاد.
تم الإعلان في 2 مارس 2015 عن أن جون وولينيك، اللاعب السابق لمترو ستارز وريد بولز، سيكون المدرب الجديد للفريق. خدم ولينيتش سابقًا كمدرب مساعد للفريق الأعلى والأكاديمية. المدافع السابق عن ريد بولز، إبراهيم سكاجيا سيعمل أيضًا في فريقه التدريبي.
في 19 مارس، 2015 ، أعلن النادي توقيع أول لاعب له على الإطلاق، وأبرز لاعب أكاديمي سابق، تايلر آدمز. بعد توقيعهم الأول، تألفت قائمة النادي الأولى من كبار لاعبي الفريق الذين تم إعارة هم، وجداول المسابقات، واللاعبين الأكاديميين، والمحكمين المحليين.

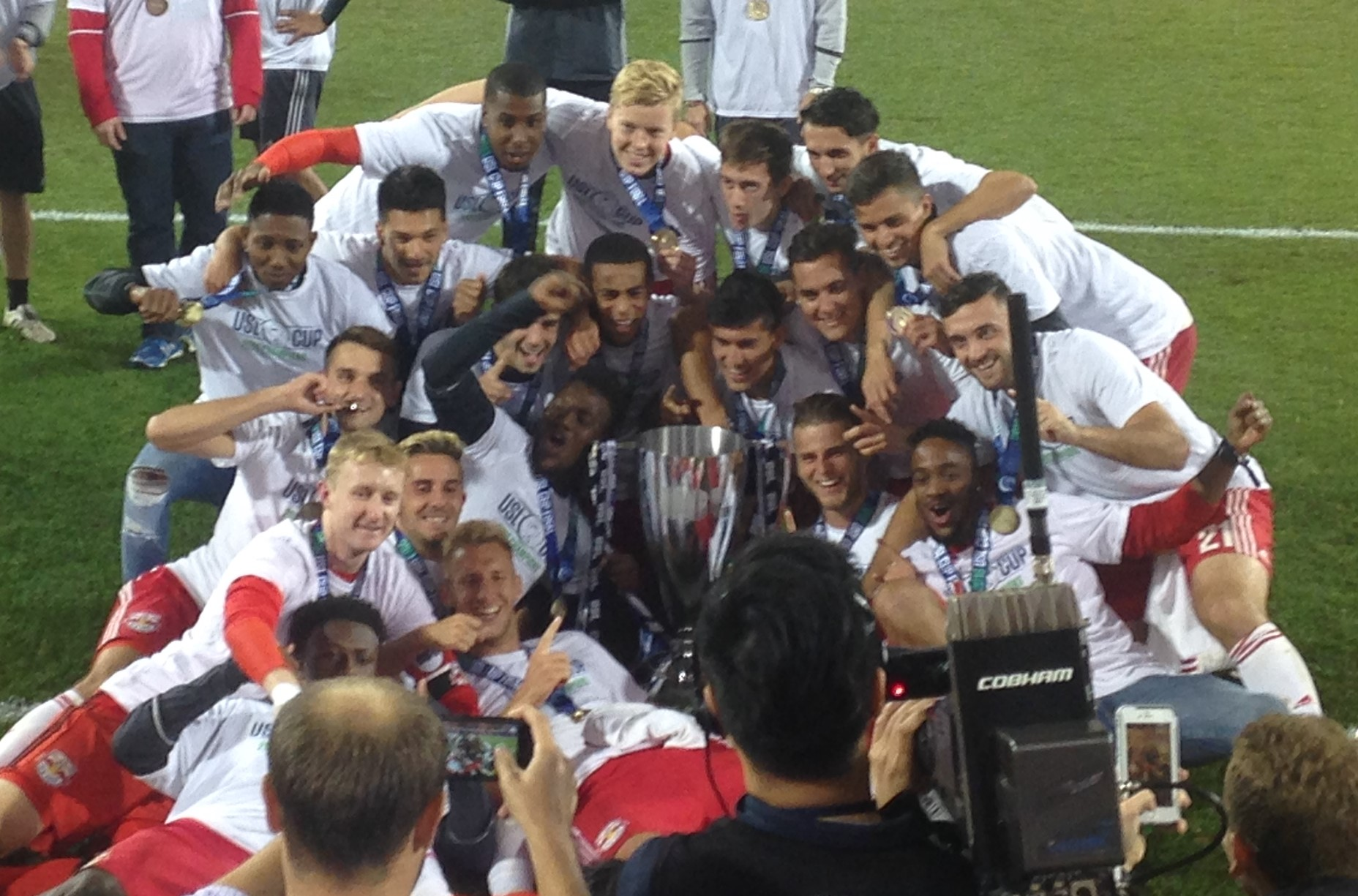
صورة للاعبين الفريق يحتفلون بعد فوزهم ببطولة الدوري الأمريكي
في سنة 2016

 بعد أسبوع، في 28 مارس، لعب النادي في مباراته الافتتاحية، حيث تعادل 0-0 أمام روتشستر رينوس. فريق أناتول أبانغ، أحد كبار معارضي الفريق، سجل أول هدف له على الإطلاق في المباراة التي فاز فيها الفريق 4-1 على تورونتو إف سي 2 ، وهو أول انتصار في تاريخ النادي.
بعد قضاء معظم موسم 2015 و 2016 في اللعب مع ريد بُل أرينا، أعلن النادي في 10 مايو 2016 أن ملعبه الجديد سيكون في ملعب أم أس يو سوكر بارك بجامعة Montclair State في Pittser Field ابتداء من عام 2017.
فاز النادي بأول لقب له على الإطلاق في 7 سبتمبر 2016 ، حيث حاز على لقب الموسم العادي (ما يعادل درع الداعمين) 4-1 في هاريسبورج سيتي آيلاندرز. في 23 أكتوبر، فاز ريد بولز الثاني بكأس بطولة الدوري الأمريكي بعد فوزه 5-1 على سويب بارك رينجرز على ملعب ريد بول.